# Otte morgensange og Syv aftensange
Otte morgensange og Syv aftensange er to hæfter med sange af B.S. Ingemann og musik af C.E.F. Weyse udgivet i henholdsvis 1837 og 1838.

## Indhold
Otte morgensange
- "Nu ringer alle klokker mod sky"
- "Lysets engel går med glans"
- "Nu vågne alle Guds fugle små"
- "I Østen stiger solen op"
- "Gud ske tak og lov!"
- "Morgenstund har guld i mund"
- "Nu titte til hinanden"
- "Storken sidder på bondens tag"

Syv aftensange
- "Der står et slot i Vesterled"
- "Dagen går med raske fjed"
- "Til vor lille gerning ud"
- "I fjerne kirketårne"
- "Bliv hos os, når dagen hælder"
- "Den skønne Jordens sol gik ned"
- "Den store stille nat går frem"

## Baggrund
Ingemann havde i begyndelsen af 1820'erne på opfordring af biskop J.P. Mynster skrevet en samling på syv morgensange, en til hver dag i ugen; titlen på samlingen var i andenudgaven fra 1824 Morgenpsalmer og Cantater (der var her tilføjet to kantater). Disse morgensange har ikke på samme måde som den næste samling sat sig et varigt spor i dansk kirkehistorie. Den næste samling hed oprindeligt Morgensange for Børn med 7 morgensalmer og bestod ud over de syv salmer af sangen "Storken sidder på bondens tag". Med Weyses melodier blev hele denne samling evergreens, der også i nutiden er den del af Salmebogen.
Weyse tog året derpå initiativet til den næste samling, hvor Ingemann igen skrev syv sange, denne gang om aftenstunden.
De to hæfter indgår samlet i Kulturkanonen fra 2006 under Partiturmusik.